# Ramosmania heterophylla
Ramosmania heterophylla là một loài thực vật có hoa trong họ Thiến thảo. Loài này được (Balf.f.) Tirveng. & Verdc. miêu tả khoa học đầu tiên năm 1982.